# 珍妮·加尔齐
珍妮·加尔齐（法語：Jeanne Galzy，1883年—1977年），法国小说家和传记作家，出生于蒙彼利埃。她长期担任费米娜奖评委。因在早期著作过三本女同性恋主题小说，被称为“描述女同性恋欲望和绝望的先驱者”。